# 이카우시역
이카우시역(일본어: 伊香牛駅)은 일본 홋카이도 가미카와 군 도마정에 위치한 홋카이도 여객철도 세키호쿠 본선의 철도역이다. 역 번호는 A37이며, 상대식 승강장 2면 2선의 구조를 갖춘 지상역이다.

## 역 주변
- 국도 제39호선

## 역사
- 1922년 11월 4일 : 일본국유철도 신아사히카와 ~ 아이베쓰 간 개업과 함께 설치. 일반역.
- 1962년 11월 1일 : 화물 취급 폐지.
- 1983년 1월 10일 : 소화물 취급 폐지. CTC 도입과 함께 간이위탁화.
- 1987년 4월 1일 : 일본국유철도 분할 민영화에 의해, 홋카이도 여객철도가 승계.
- 1988년 : 역사 개축
- 1992년 4월 1일 : 간이 위탁 폐지, 완전 무인화.

## 인접 역
| 세키호쿠 본선              | 세키호쿠 본선   | 세키호쿠 본선              |
| -------------------------- | --------------- | -------------------------- |
| 도마 A35 신아사히카와 방면 | ■ 세키호쿠 본선 | 아이베쓰 A38 아바시리 방면 |